# Cequí

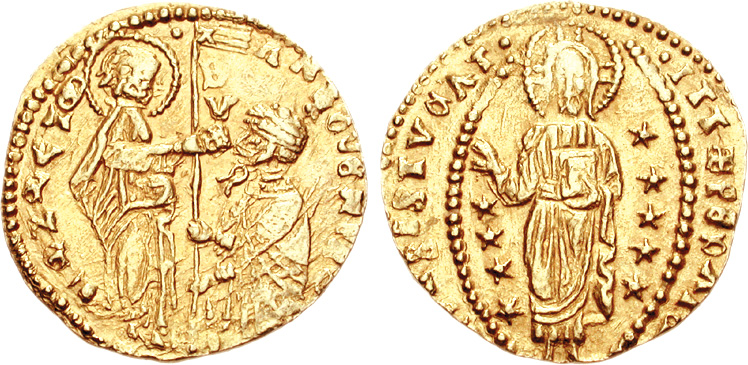
Cequí del reinado de Antonio Venier.

Un cequí (zechin en veneciano, zecchino en italiano) es una moneda de oro cuyo peso era 3,5 gramos de 986 milésimas de oro puro, usada por la República de Venecia desde 1284.
Inicialmente llamada ducat, fue llamada zecchino por el veneciano Jacopo d'Antonio Sansovino, apodado zecca, desde 1543, cuando Venecia comenzó a usar una moneda de plata también llamada ducat.